# Énigme à 4 inconnues
Pour plus de détails, voir Fiche technique et Distribution.
Énigme à 4 inconnues (Mister Buddwing) est un film dramatique américain réalisé par Delbert Mann, sorti en 1966.

## Synopsis
A New York, un homme, victime d'amnésie, se réveille sur un banc de Central Park et découvre qu'il n'a aucune pièce d'identité ou d'argent mais possède un bout de papier avec un numéro de téléphone ainsi que deux grosses pilules blanches...

## Fiche technique
- Titre original : Mister Buddwing
- Titre français et belge : Énigme à 4 inconnues
- Réalisation : Delbert Mann
- Scénario : Dale Wasserman d'après le roman d'Evan Hunter
- Photographie : Ellsworth Fredericks
- Musique : Kenyon Hopkins
- Société de production : Metro-Goldwyn-Mayer
- Décors de plateau : Henry Grace et Hugh Hunt
- Pays de production :  États-Unis
- Format : Noir et blanc
- Genre : Film dramatique
- Date de sortie : 1966

## Distribution
- James Garner : Mister Buddwing
- Jean Simmons : La blonde
- Suzanne Pleshette : Fiddle
- Katharine Ross : Janet
- Angela Lansbury : Gloria
- George Voskovec : Shabby Old Man
- Jack Gilford : M. Schwartz
- Joe Mantell : Chauffeur de taxi
- Raymond St. Jacques : Hank
- Ken Lynch : Dan
- Wolfgang Zilzer : Passant dans la rue
- Wesley Addy, Romo Vincent, Nichelle Nichols, John Dennis, Kam Tong : Joueurs de dés